# Euzebiusz Teofil Chojnacki
Alojzy Chojnacki O.F.M. Ref., właściwie Euzebiusz Teofil Chojnacki herbu Trzaska (ur. 1833, zm. 1881) – powstaniec, franciszkanin.

## Życiorys
Urodził się w rodzinie Józefa Chojnackiego i Agnieszki Kotz. Brał udział w powstaniu węgierskim w 1848-1849. W 1852 wstąpił do zakonu reformatów. Studia filozoficzno-teologiczne odbył w Krakowie. Werbownik ochotników do powstania styczniowego w 1863, uczestnik tego powstania w stopniu kapitana. Podczas powstania udał się do obozu ojcowskiego oraz brał udział w bitwie pod Miechowem. Po powstaniu więziony był przez dwa lata przez Austriaków. Po zwolnieniu pracował jako kaznodzieja w klasztorach w Galicji. Pod koniec życia przebywał i tutaj zmarł w klasztorze reformatów w Zakliczynie.